# フェデリコ・ツッカリ
フェデリコ・ツッカリ（伊: Federico Zuccari, 1542年/1543年頃 - 1609年7月20日）またはフェデリーゴ・ズッカロ（伊: Federigo Zuccaro）、ズッケリ（伊: Zuccheri）は、イタリアのマニエリスム画家、建築家。イタリア国内外で活動した。

## 生涯
フェデリーコ・ツッカリは、1569年に画家オッタヴィアーノ・デ・ツッカレッリスとアントニア・ネーリの第8子、三男としてウルビーノ公国のサンタンジェロ・イン・ヴァード（現マルケ州）に誕生した（兄弟は以下の通り：タッデーオ、バルトロメア、フェデリーコ、ヤコポ、ルーチョ、マウリツィオ、アロイシオ、マルコ・アントニオ）。
彼の画業は1550年、ローマで既に画家として成功を収めていた居た13歳年上の兄タッデオの工房に入った時に始まる。父親が息子を法学の道に進ませようと考え、長男のいるローマへ連れ出したことがきっかけだった。兄タッデーオは、弟の絵画、素描への卓越した才能に気が付き、彼を工房に入れ芸術的訓練を受けさせることにしたのである。
1565年10月14日、フィレンツェのアカデミア・デル・ディゼーニョに登録し、続いて、タッデーオが1560年11月17日に既に会員となっていたテッラサンタのサン・ジョヴァンニ組合に加入した。
兄の助手としてフェデリーコが行った最初期の仕事は、ローマ教皇ピウス4世の小邸宅の装飾およびパラッツォ・ファルネーゼの装飾であった。
その他、画業の初期に帰せられる作品は以下の通りである。
- サン・フランチェスコ・デッラ・ヴィーニャ教会（en:San Francesco della Vigna）グリマーニ家礼拝堂（ヴェネツィア）
- トリニタ・デイ・モンティ教会（en:Trinità dei Monti）プッチ家礼拝堂（ローマ）
- サン・マルチェロ・アル・コルソ教会（en:San Marcello al Corso）（ローマ）
- オルヴィエート大聖堂（en:Orvieto Cathedral）（1570年）
- オラトリオ・デル・ゴンファローネ（en:Oratorio del Gonfalone）（ローマ、1573年）

フェデリーコはミケランジェロによって開始されたバチカンのパオリーナ礼拝堂装飾（en:Cappella Paolina）を完成させるために、またキアロスクーリの間のフレスコ画装飾を修繕するために、ローマ教皇グレゴリウス13世によりローマへ招聘された。その後、ブリュッセルを訪問し、タペストリー織工のための実物大下絵の連作を制作した。1574年には、イングランドに渡り、イングランド女王エリザベス1世、スコットランド女王メアリー、ニコラス・ベーコン卿（en:Nicholas Bacon）、フランシス・ウォルシンガム卿（en:Francis Walsingham）、ノッティンガム伯チャールズ・ハワード1世（en:Charles Howard, 1st Earl of Nottingham）らの肖像画制作の依頼を受けた。 この時期の重要な作品として、ルキアノスによるアペレスの記述に想を得た《誹謗の寓意》が挙げられる。
その後、《二匹の犬と男》（フィレンツェ、ピッティ宮殿所蔵）、《天使たちと死せるキリスト》（フィレンツェ、ボルゲーゼ美術館所蔵）を制作した。1585年に、フェデリーコはスペイン王フェリペ2世から、年2000クラウンの報酬で、完成したばかりのエル・エスコリアル修道院の装飾の仕事を依頼された。フェデリーコは1586年1月からローマに帰還する1588年末までそこで働いたが、ツッカリの描いた絵は（ツッカリの前に仕事をしていたエル・グレコのもの同様）フェリペ2世に気に入られず、多くは塗り直された。とはいえ、別れは平和的だった。「我々は彼ではなく、彼を我々の元に送った人々を非難すべきである」とフェリペ2世は言った。ツッカリの後を引き継いだのはペッレグリーノ・ティバルディ（Pellegrino Tibaldi）だった。
1595年、ツッカリはローマ教皇シクストゥス5世承認の設立勅許状を得て、アカデミア・ディ・サン・ルカを設立し、その初代校長になった。バルトロメーオ・カルドゥッチ（Bartolomeo Carducci）はツッカリの教え子だったと言われている。
フィレンツェでフェデリーコは元アンドレア・デル・サルトの家で過ごし、その隣に彼の発案による風変わりな建物を建設した。その内部を日常風景を表すルネッタ装飾で飾り、自画像と家族を描きこんでいる。

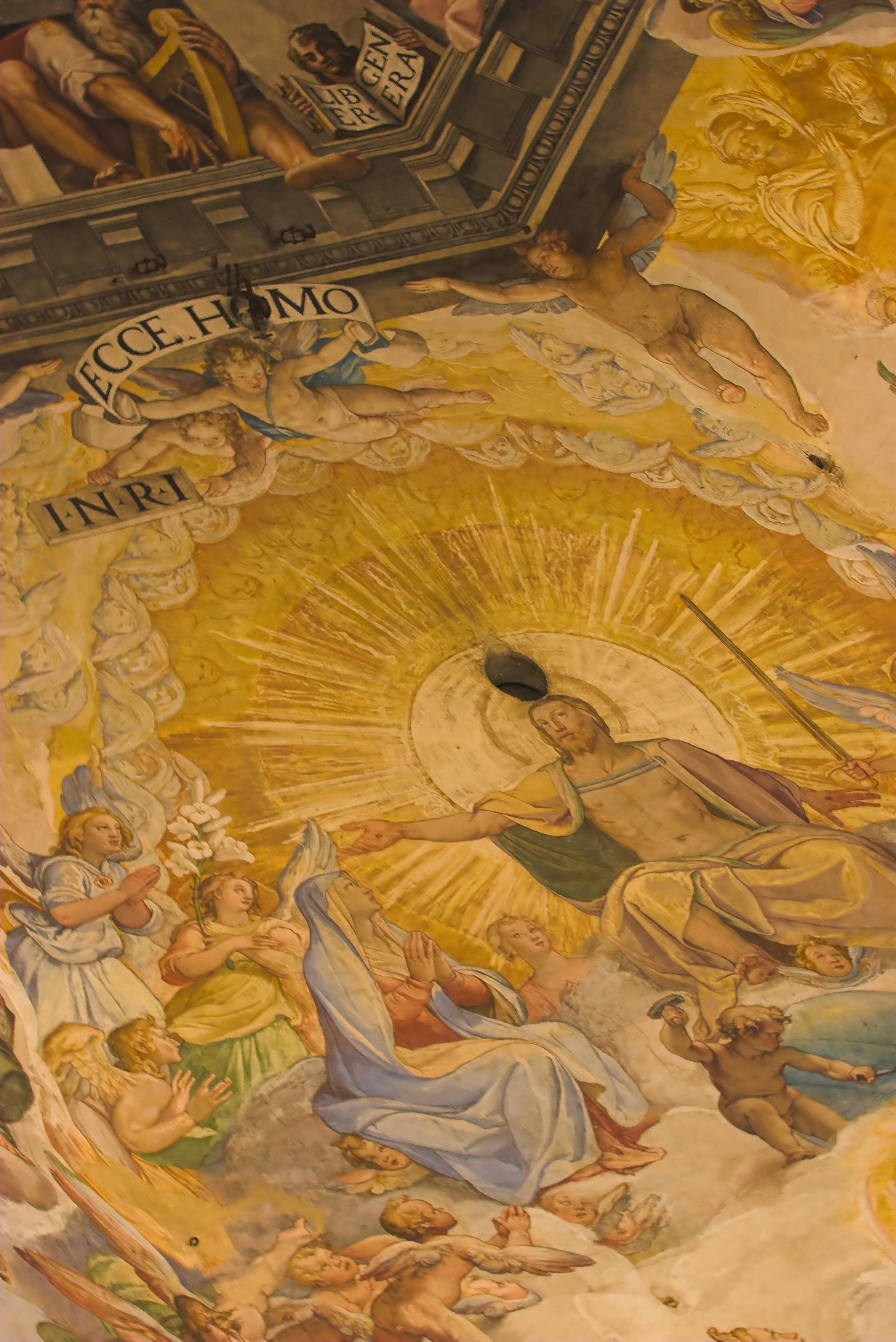
ジョルジョ・ヴァザーリ、ツッカリ、パッシニャーノ《最後の審判》の細部

親戚で、トスカーナ宮廷で一目置かれていたフィオラヴァンティ・ディ・グッファイアの伝手により、ヴァザーリの死により未完のままとなっていたサンタ・マリア・デル・フィオーレ大聖堂のクーポラのフレスコ画を完成させる仕事を獲得し、助手パッシニャーノと共に完成した。
フェデリーコは、ジローラモ・ジェンガの娘フランチェスカ・ジェンガとウルビーノにて結婚し、7人の子供をもうけた。
同時代人ジョルジョ・ヴァザーリと同様に、ツッカリは美術評論および美術史編纂に尽力した。1604年にはパヴィーアで『 アカデミア・デル・ディゼーニョの起源と進歩。ローマ出身の画家・彫刻家・建築家について（Origine et Progresso dell'Academia del Dissegno, De Pittori, Scultori e Architetti di Roma）』、1605年にはマントヴァで『素描・絵画・彫刻・建築の愛好家への書簡（Lettera a Principi et Signori Amatori del Dissegno, Pittura, Scultura et Architettura, scritta dal Cavaglier Federico Zuccaro, nell'Accademia Insensata con un lamento della Pittura, opera dell'istesso）』、1607年にはトリノにて彼の主著とされる 『画家・彫刻家・建築家のイデア（l'Idea dé Pittori, Scultori et Architetti）』が出版された。さらにイタリアを始めとするヨーロッパ諸国への旅行記も記している。1608年の『Passaggio per l'Italia con la dimora di Parma』と『Passata per Bologna e Ferrar』は著名である。
アカデミー重視で反自然主義の画家フェデリーコは、カラヴァッジョの絵画を見苦しいものとして受け付けなかった。
1585年から1588年にかけてスペイン王フェリペ2世の宮廷画家となったフェデリーコは、1588年、フェリペ2世から貴族の称号と高額の年金を受けとった。
1591年にイタリアに帰還したツッカリは、死の直前にカヴァリエーレ（騎士）の称号を獲得し、1609年7月20日、アンコーナにて70歳で病死した。